# Cernotina oklahoma
Cernotina oklahoma is een schietmot uit de familie Polycentropodidae. De soort komt voor in het Nearctisch gebied.